# رومی پاریتزکی
رومی پاریتزکی (انگلیسی: Romi Paritzki؛ زادهٔ ۱۷ ژوئن ۲۰۰۴) ژیمناست ریتمیک اهل اسرائیل است.